# Rødtotterne og Tyrannos
Rødtotterne og Tyrannos er en dansk familiefilm fra 1988, skrevet af Marie Louise Lefévre og instrueret af Svend Johansen.

## Medvirkende
- Michael Kastberg
- Trine Vildbæk Hansen
- Line Kruse
- Helle Fagralid
- Karen-Lise Mynster
- Kirsten Lehfeldt
- Peter Hesse Overgaard
- Kirsten Olesen
- Peter Schrøder
- Lisbet Dahl
- Henrik Koefoed